# Lord Chief Justice of Northern Ireland
Pour les articles homonymes, voir Lord Chief Justice.
Le Lord Chief Justice of Northern Ireland (Lord Président du Banc de la Reine en Irlande du Nord est la personne désignée en tant que président des tribunaux d'Irlande du Nord et chef du pouvoir judiciaire de l'Irlande du Nord. Son homologue en Angleterre et pays de Galles est le Lord Chief Justice of England and Wales, en Écosse son équivalent est le Lord President of the Court of Session. Le poste est créé avec la création de l'Irlande du Nord en 1922.

## Lord Chief Justices of Northern Ireland
- The Rt Hon. Sir Denis Henry, Bt, (1922–1925)
- The Rt Hon. Sir William Moore, Bt (1925–1937)
- The Rt Hon. Sir James Andrews, Bt (1937–1951)
- The Rt Hon. The Lord MacDermott (1951–1971)
- Major The Rt Hon. The Lord Lowry (1971–1989)
- The Rt Hon. Sir Brian Hutton (1989–1997)
- The Rt Hon. Sir Robert Carswell (1997–2004)
- The Rt Hon. Sir Brian Kerr (2004–2009)
- The Rt Hon. Sir Declan Morgan (2009–)

### Sources
- N.C. Fleming and Alan O'Day, The Longman Handbook of Modern Irish History since 1800, N.C. Fleming and Alan O'Day, p. 420;  (ISBN 0-582-08102-5)